# Violenza economica
La violenza economica si riferisce ad atti di controllo e monitoraggio, mascherati da atti di premura o dovuti, del comportamento di una persona in termini di uso e distribuzione del denaro, con la costante minaccia di negare risorse economiche, esponendola a debiti, o ancora impedendole di avere un lavoro e un'entrata finanziaria personale e di utilizzare le proprie risorse secondo la sua volontà.
Una forma ancor più sofisticata di violenza economica, ancora poco conosciuta, viene perpetrata attraverso i mutui cointestati e la coobbligazione al 100% della rata, che azzera le capacità Finanziarie della vittima anche quando quest'ultima sia riuscita a costruirsi un'entrata mensile sicura.
In questo caso la garanzia del successo dipende dall'importo della rata che secondo le mire del violento dev'essere pari all'importo dell'assegno di mantenimento dei figli.
La violenza economica riguarda essenzialmente la sfera familiare e gli equilibri di coppia e consiste in una serie di comportamenti volti ad impedire che il familiare sia o possa diventare economicamente indipendente, per poter esercitare sullo stesso un controllo indiretto, ma estremamente incisivo. Ogni aspetto legato alla gestione finanziaria viene monopolizzato dal congiunto in posizione di "superiorità economica", mentre il soggetto posto in uno stato di dipendenza, è costretto a richiedere le risorse necessarie per le spese quotidiane e a giustificarne l'utilizzo.
Poco indagata e conosciuta, la violenza economica è un fenomeno sommerso e non incontra ancora riprovazione sociale forte e visibile . Il controllo economico è tuttavia diffuso in tutte le tipologie di coppie(coniugati, uniti di fatto, fidanzati, amanti) trasversalmente e indipendentemente dalle fasce di reddito, anche se scarsamente riconosciuto (e denunciato). Nel suo primo manifestarsi, le vittime che la subiscono faticano infatti a riconoscerla come vera e propria violenza, a causa di comportamenti che ancora risultano culturalmente giustificati, in particolare quando la vittima è una donna in contesti culturali in cui è accettato che sia l'uomo a detenere il controllo economico, a prescindere dall'eventuale contribuzione da parte della donna lavoratrice.

## L'escalation della violenza economica
Il fenomeno non appare improvvisamente ma è piuttosto collocabile in un continuum sul quale si possono individuare quattro fasi di crescente gravità:
La prima fase riguarda la violenza economica attuata attraverso il controllo amministrativo, dove la vittima è coinvolta solo in apparenza nella gestione dell'economia familiare, monopolizzata invece nella sostanza dal partner, attraverso comportamenti quali:
- gestione esclusiva sul conto corrente bancario cointestato;
- decisioni d'investimento non condivise.

La seconda fase si riferisce alla violenza economica posta in essere attraverso il controllo delle risorse e del loro utilizzo, in cui l'autore di violenza:
- riconosce al partner un compenso periodico rispetto al quale la vittima è tenuta a fornire rendiconti dettagliati delle spese;
- non consente al partner l'accesso ai conti correnti e controlla il budget familiare, tenendolo all'oscuro delle entrate familiari[2].

La terza fase riguarda la violenza economica attuata attraverso la privazione delle risorse economiche e della libertà di scelta da parte del partner che:
- riconosce al partner un compenso settimanale o mensile esclusivamente per la spesa della famiglia (anche in misura insufficiente), negando la possibilità di pagare cure mediche, medicine o altre necessità primarie;
- nega di disporre di una propria carta di credito o bancomat o li sottrae a piacimento[2].

La quarta fase si riferisce alla violenza economica praticata attraverso la privazione e l'appropriazione indebita delle risorse economiche, dove l'autore di abuso commette atti illeciti quali:
- dilapidare il capitale del familiare a sua insaputa;
- obbligare il partner a fare da prestanome o sottoscrivere ipoteche, prestiti, mutui,assegni scoperti o fideiussioni a proprio favore;
- fa indebitare il partner per l'acquisto di beni che intesta solo a sé stesso;
- intesta un immobile anche al partner con il solo scopo di coobbligarlo al debito e impedirne l'accesso al credito. Il fine ultimo è quello di assicurarsi che non riesca a pagare il mutuo;
- Nega al partner il consenso alla rinegoziazione della rata del mutuo, anche se insostenibile. In questo modo il sovraindebitamento al CRIF (rating negativo) persiste.
- Dopo avergli negato la rinegoziazione il partner cade nell'insolvenza e si offre di pagare l'intera rata.
- in sede di separazione e divorzio presenta minuziosamente tutte le insolvenze del partner che ha dovuto (potuto) pagare al suo posto e ottiene la compensazione dei crediti (anche il mantenimento dei figli);
- sottrae la proprietà dell'immobile
- svuota il conto corrente in previsione della separazione.[2]

## Il meccanismo di controllo
Il controllo economico viene attuato dal soggetto attraverso una serie di comportamenti che hanno come effetto principale la totale privazione dell'autonomia del congiunto:
- occultando ogni tipo di informazione sui mezzi finanziari della famiglia e negando l'accesso diretto a tali risorse economiche, non consentendo alla partner di avere un conto corrente personale e una propria carta di credito o bancomat;
- vietando o ostacolando l'accesso ad un lavoro fuori casa oppure appropriandosi dei proventi del lavoro del partner (usandoli a proprio vantaggio), aprendo un conto cointestato del quale ha gestione esclusiva e al quale il partner non ha accesso.
- obbligando il partner a continue richieste di denaro (che viene dato in forma non sufficiente per soddisfare le esigenze necessarie), pretendendo il rendiconto delle spese effettuate;
- indebitando il partner per far fronte a proprie inadempienze o facendogli firmare documenti e impegni contrattuali senza dare spiegazioni[2];
- ricorrendo a rimproveri umilianti, divieti e minacce economiche[4].

Una volta privata la vittima della propria indipendenza economica, viene ingenerato in lei un forte senso di inferiorità e di inadeguatezza nel far fronte ai propri ed agli altrui bisogni. L'autore si spinge sul terreno del ricatto e le fa avvertire l'incapacità di provvedere non solo alle proprie esigenze ma anche, ad esempio, a quelle dei figli (o dei genitori) e, facendo leva sulle primarie esigenze di vita della stessa e degli altri familiari a sé legati, le impedisce di reagire alla situazione di maltrattamento.

## Ripercussioni psicologiche e materiali
La violenza economica ha quindi gravi ripercussioni psicologiche e materiali.
La violenza economica non necessariamente si accompagna alla violenza fisica, ma è sempre abbinata alla violenza psicologica, ad essa strumentalmente connessa quale mezzo a disposizione dell'aggressore per affermare la propria superiorità sulla vittima.
Una volta persa la sua indipendenza finanziaria, la vittima sviluppa una relazione di dipendenza dal partner che la porta a perdere inesorabilmente fiducia in sé stessa e nelle proprie capacità. Anche in assenza di psicopatologia, l'autostima della vittima viene annullata, allontanando ulteriormente la possibilità che questa provi in qualche modo a opporsi alla situazione.
Il continuo controllo sulle spese e la privazione della libertà di scelta e di autodeterminazione, conduce ad un vero e proprio isolamento della vittima, che la porta a rinunciare sempre di più al mantenimento delle proprie amicizie e relazioni sociali ma anche al diritto allo studio e al lavoro, compromettendo quindi la possibilità di sviluppo della persona e costituendo una causa significativa di povertà e di dipendenza.

## Prevenzione
Formazione ed informazione possono aiutare a prendere decisioni consapevoli, preservare l'indipendenza economica e prevenire la violenza economica. Alcuni comportamenti che possono favorire il raggiungimento di questi obiettivi sono:
Sviluppare e proteggere la propria autonomia economica:
- aprendo un conto bancario individuale a proprio nome dove versare le proprie entrate;
- aprendo un conto corrente cointestato con firma disgiunta e possedere una carta di credito o debito a proprio nome;
- evitando di mettere a disposizione della famiglia la totalità del proprio reddito;
- conservando copia dei documenti finanziari e legali più importanti.

Proteggere i beni personali e il proprio reddito, nonché il patrimonio familiare:
- evitare di delegare la gestione dei propri beni personali al partner;
- conoscere le regole proprie ai regimi matrimoniali e il loro impatti sul regime patrimoniale della coppia;
- conoscere i provvedimenti d'urgenza del codice civile.

Evitare di esporsi a sovraindebitamento:
- evitare di contrarre debiti importanti sui conti cointestati e/o personali;
- evitare di sottoscrivere documenti proposti dal partner senza informarsi sulle conseguenze finanziarie e giuridiche degli stessi.

Evitare il monopolio altrui sulla gestione delle risorse e sul patrimonio del nucleo famigliare:
- esigere di condividere le scelte economiche familiari;
- verificare le entrate familiari, così come delle spese;
- non autorizzare le azioni di nomina a tutore dei figli disabili e l'incasso di indennità INPS.

## Legislazione

### Unione Europea
La violenza economica viene elencate tra le forme di violenza nei confronti delle donne, all'art.3 della Convenzione di Istanbul, Convenzione che il Consiglio d'Europa ha approvato nel 2011 per combattere la violenza di genere, primo strumento internazionale giuridicamente vincolante sul tema.
L'art. 3 definisce la violenza nei confronti delle donne come "una violazione dei diritti umani e una forma di discriminazione contro le donne, comprendente tutti gli atti di violenza fondati sul genere che provocano o sono suscettibili di provocare danni o sofferenze di natura fisica, sessuale, psicologica o economica, comprese le minacce di compiere tali atti, la coercizione o la privazione arbitraria della libertà, sia nella vita pubblica, che nella vita privata" e la violenza domestica come "tutti gli atti di violenza fisica, sessuale, psicologica o economica che si verificano all'interno della famiglia o del nucleo familiare o tra attuali o precedenti coniugi o partner, indipendentemente dal fatto che l'autore di tali atti condivida o abbia condiviso la stessa residenza con la vittima".
In particolare, l'art. 12 della Convenzione prevede il dovere di "adottare le misure necessarie per promuovere i cambiamenti nei comportamenti socio-culturali delle donne e degli uomini, al fine di eliminare pregiudizi, costumi, tradizioni e qualsiasi altra pratica basata sull'idea dell'inferiorità della donna o su modelli stereotipati dei ruoli delle donne e degli uomini".

### Italia
La violenza economica non è considerata un reato in quanto tale ma è inquadrabile nell'ordinamento italiano sia dal punto di vista civilistico che penale.
Ai casi di violenza economica si possono applicare gli ordini di protezione contro gli abusi familiari ai sensi dell'art. 342 bis e dell'art. 342 ter del codice civile. Tali ordini sono provvedimenti che il giudice, su istanza di parte, adotta con decreto per ordinare la cessazione della condotta del coniuge o di altro convivente che sia “causa di grave pregiudizio all'integrità fisica o morale ovvero alla libertà dell'altro coniuge o convivente”.
La violenza economica viene menzionata per la prima volta dall'art. 3 del decreto 93/2013 convertito dalla legge 119/2013 che disciplina l'istituto dell'ammonimento. Le restrizioni economiche, dal controllo dell'impiego delle proprie risorse fino alle privazioni economiche, possono riferirsi a diversi reati quali:
- Maltrattamenti in famiglia (art. 572 del codice penale[9]) ogniqualvolta si realizzino condotte prepotenti e vessatorie abituali che possano cagionare uno stato di continua sofferenza, mortificazione o offesa alla dignità della vittima. L'autore della condotta agisce con la volontà di assoggettare la vittima a una abituale condizione di soggezione psicologica e alienazione;
- Violenza privata (art. 610 del codice penale[10]);
- Controllo più pervasivo e limitazione assoluta della libertà personale, come riduzione e mantenimento in schiavitù (art. 600 del codice penale[11]);
- Privazione parziale o totale delle risorse economiche necessarie per il sostentamento personale e dei figli (dall'art. 570 del codice penale – Violazione degli obblighi di assistenza familiare[12]– art. 12 sexies della legge 898 del 1970[13]e art. 3 della legge 154 del 2006[14]).

Con la seguente Sentenza della Cassazione la violenza economica viene riconosciuta come reato a se stante evidenziando la premeditazione nel continuum e nella reiterazione di comportamenti mascherati da atti di premura, che portano invece al deterioramento delle capacità economiche della vittima e al suo pieno controllo (non solo economico).
[Cass., Sez. VI, sent. 14 novembre 2024 (dep. 13 gennaio 2025), n. 1268, Pres. De Amicis, rel. Di Nicola Travaglini]